# エジプト標準時
エジプト標準時（エジプトひょうじゅんじ、アラビア語: توقيت مصر القياسي）は協定世界時を2時間進めた標準時（UTC+2）である。東ヨーロッパ時間と同じ時刻で、近隣のリビアやスーダンと同じ時間帯となっている。エジプトは1957年から2010年、2014年と15年、2023年からの夏期に夏時間として東ヨーロッパ夏時間（UTC+3）を使用している。

## 歴史
2011年4月21日、暫定政府は夏時間を廃止した。以降標準時は通年使用され、夏に時刻が変わることは無くなった。
2014年5月7日、暫定政府はラマダン期間中を除いて、5月の第3金曜日から夏時間を実施することを決定した。これは、エジプト大統領選挙が始まる直前に行われた。
2015年4月20日、エジプト政府は、夏時間実施の有無に関して同年4月に行われた世論調査を受け、夏時間を実施しないことを決定した。政府は法律に、必要な修正を加えることを決定し、今後数年間で夏時間を実施する可能性について研究に取り組むよう担当大臣に指示した。電力省は、夏時間実施による節電が具体的な効果を及ぼさないことを保証した。
2016年4月29日、シェリーフ・イスマイール首相は、7月7日までに夏時間（UTC+3）を再開することを決定した。期間はラマダン後から10月末までとされた。しかし、最終的には夏時間を廃止することを定めた2015年4月の大統領令を遵守するため、6月28日にエジプト議会の投票を経て、7月4日に中止が決定された。
2023年3月1日、エジプト政府は夏時間を再び適応する法案を閣議で提出し、4月3日に下院本会議で可決された。2022年ロシアのウクライナ侵攻による影響で深刻な経済悪化に直面したエジプトは、発電に用いる天然ガスを外貨収入源として輸出に充て国内では節電に努めていて、夏時間の再導入についてエジプト政府は「世界的な経済状況や環境の変化を考慮した」と説明している。夏時間は4月の最終金曜日に開始し、10月の最終木曜日に終了する。

## 時間帯の変遷
| 使用期間                      | 協定世界時との差 | 時間帯                              |
| 1800年 - 1900年               | UTC+2:05:09      |                                     |
| 1901年 - 1939年               | UTC+2            | 東ヨーロッパ時間                    |
| 1940年7月15日 - 1945年11月1日 | UTC+2 UTC+3      | 東ヨーロッパ時間 東ヨーロッパ夏時間 |
| 1946年 - 1957年               | UTC+2            | 東ヨーロッパ時間                    |
| 1957年5月10日 - 2011年4月20日 | UTC+2 UTC+3      | 東ヨーロッパ時間 東ヨーロッパ夏時間 |
| 2011年4月20日 - 2014年5月15日 | UTC+2            | 東ヨーロッパ時間                    |
| 2014年5月16日 - 2015年4月20日 | UTC+2 UTC+3      | 東ヨーロッパ時間 東ヨーロッパ夏時間 |
| 2015年4月20日 - 2023年4月27日 | UTC+2            | 東ヨーロッパ時間                    |
| 2023年4月28日 - 現在          | UTC+2 UTC+3      | 東ヨーロッパ時間 東ヨーロッパ夏時間 |

## IANA time zone database
tz databaseのzone.tabには、エジプトの標準時が1つ含まれている。
| 座標*       | 時間帯*      | 標準時 | 夏時間 |
| ----------- | ------------ | ------ | ------ |
| +3003+03115 | Africa/Cairo | UTC+2  | UTC+3  |